# ارين بارنز
ارين بارنز (8 مايو 1992 في جنوب أفريقيا - ) (بالإنجليزية: Warren Barnes)‏ هو لاعب كريكت نيوزلندي وجنوب أفريقي. لعب مع فريق أوتاغو للكريكت ‏.

## وصلات خارجية
- ارين بارنز على موقع إي آس بي آن كريك إنفو (الإنجليزية)